# Rivière de la Boiteuse
Rivière de la Boiteuse är ett vattendrag i Kanada.   Det ligger i provinsen Québec, i den östra delen av landet, 500 km nordost om huvudstaden Ottawa. Rivière de la Boiteuse ligger vid sjöarna  Lac Onatchiway Lac Vermont och Petit lac Onatchiway.
I omgivningarna runt Rivière de la Boiteuse växer i huvudsak blandskog. Trakten runt Rivière de la Boiteuse är nära nog obefolkad, med mindre än två invånare per kvadratkilometer.